# Irma Valová
Irma Valová (Zlín, 26 luglio 1965) è un'ex cestista cecoslovacca, dal 1993 ceca.

## Carriera
Con la Cecoslovacchia ha disputato i Giochi olimpici di Seul 1988, due edizioni dei Campionati mondiali (1986, 1990) e tre dei Campionati europei (1987, 1989, 1991).
Con la Rep. Ceca ha disputato i Campionati europei del 1995.